# Arctornis diaphana
Arctornis diaphana är en fjärilsart som beskrevs av Moore 1879. Arctornis diaphana ingår i släktet Arctornis och familjen tofsspinnare. Inga underarter finns listade i Catalogue of Life.